# (38628) Huya
Pour les articles homonymes, voir Huya.
(38628) Huya est un objet transneptunien faisant partie des plutinos.

## Caractéristiques
Huya a été découvert le 10 mars 2000 par Ignacio Ferrin à Mérida, au Venezuela ; ce plutino mesure 389 km de diamètre.

Huya est un frôleur-extérieur de l'orbite de Neptune.

## Satellite
Il est doté d'un satellite découvert le 6 mai 2012 et désigné provisoirement S/2012 (38628) 1. Ce satellite mesure 202 km de diamètre et orbite à 1 800 km de Huya.

## Dénomination
Il a été nommé en référence à Huya, le dieu de la pluie des Wayuu sud-américains. Sa désignation provisoire était 2000 EB173.

## Occultation d'étoiles
Le soir du 17 mars 2019, Huya a occulté l'étoile TYC 5061-513-1. L'événement était visible du sud de la péninsule scandinave au Moyen-Orient en passant de la Pologne à l'Europe du Sud-Est. Il a été montré qu'il a une forme allongée et qu'il pourrait mesurer 435 × 233 km